# Boogie Woogie (álbum)
Boogie Woogie é a primeira compilação da banda portuguesa Santamaria.

É constituída por um CD que contém 17 faixas e um DVD com 11 "videoclips". Foi lançado em 2 de Julho de 2003 pela editora Vidisco.
Apenas as cinco primeiras faixas do CD ("Boogie woogie (the song)", "Gosto de amar", "Tudo em ti tudo em mim", "Pedaços de tempo" e "Razão de ser (para te amar)") são originais. Os restantes já tinham sido editados anteriormente.
Do álbum de estreia de 1998, Eu Sei, Tu És..., foram aqui incluídos 3 temas: "Eu sei, tu és…", "Não dá p'ra viver sem ti" e "És demais".
O segundo álbum, Sem Limite, de 1999, está representado por 3 faixas: "Tudo p'ra te amar", "Falésia do amor" e "Quero-te mais".
Mais três temas ("A voar (em ti)", "Castelos na areia (Funny game)" e "Quando o amor chega (chega ao coração)") foram escolhidos do terceiro álbum Voar de 2000. De notar, ainda deste álbum, a inclusão no DVD do "videoclip" de "Quero tudo (e muito mais!)".
Já do quarto álbum, Reflexus, de 2001, foi apenas retirada o tema "Quero ser…(tudo p'ra ti)", sendo ainda incluído no DVD o "videoclip" de "Espelho d'água".
Por fim, do quinto de álbum de estúdio, 4 Dance do ano 2002, estão incluídos 2 temas: "Vou entrar no teu olhar" e "Vou nas asas de um sonho".
O DVD, para além dos "videosclips" inclui ainda um entrevista com todos os elementos e uma reportagem dos bastidores da criação do "videoclip" do tema "A voar (em ti)".
Este trabalho entrou, em Junho de 2003, para o 21º lugar do Top Oficial da AFP, a tabela semanal dos 30 álbuns mais vendidos em Portugal, tendo aí ficado por treze semanas, tendo chegado o 5º lugar da tabela.

## Faixas

### CD
1. "Boogie woogie (the song)" (Rui Batista / Tony Lemos, Lucas Jr.) - 3:37
2. "Gosto de amar" (Rui Batista / Tony Lemos, Lucas Jr.) - 4:07
3. "Tudo em ti tudo em mim" (Rui Batista / Tony Lemos, Lucas Jr.) - 3:46
4. "Pedaços de tempo" (Rui Batista / Tony Lemos, Lucas Jr.) - 4:20
5. "Razão de ser (para te amar)" (Rui Batista / Luís Marante) - 3:29
6. "Eu sei, tu és…" (Filipa Lemos) - 3:48
7. "Não dá p'ra viver sem ti" (Filipa Lemos) - 3:41
8. "És demais" (Rui Batista / Filipa Lemos) - 4:16
9. "Tudo p'ra te amar" (Rui Batista / Filipa Lemos) - 4:17
10. "Falésia do amor" (Rui Batista / Filipa Lemos) - 3:56
11. "Quero-te mais" (Rui Batista / Filipa Lemos) - 4:24
12. "A voar (em ti)" (Tony Lemos / Lucas Jr.) - 4:31
13. "Castelos na areia (Funny game)" (Rui Batista / Tony Lemos) - 3:54
14. "Quando o amor chega (chega ao coração)" (Manuel Guimarães / Tony Lemos, Lucas Jr.) - 4:31
15. "Quero ser…(tudo p'ra ti)" (Rui Batista / Tony Lemos, Lucas Jr.) - 4:20
16. "Vou entrar no teu olhar" (Rui Batista / Tony Lemos, Lucas Jr.) - 4:13
17. "Vou nas asas de um sonho" (Rui Batista / Tony Lemos, Lucas Jr.) - 4:19

### DVD
1. "Eu sei, tu és…"
2. "Não dá p'ra viver sem ti"
3. "És demais"
4. "Tudo p'ra te amar"
5. "Falésia do amor"
6. "A voar (em ti)"
7. "Quero tudo (e muito mais!)"
8. "Castelo na areia"
9. "Quero ser…(tudo p'ra ti)"
10. "Espelho d'água"
11. "Vou entrar no teu olhar"